# Flughafen Vardø

i7
i11
i13
Der Flughafen Vardø (IATA-Code: VAW, ICAO-Code: ENSS) ist ein Flughafen in Vardø, Norwegen.

## Geschichte
Der Flughafen Vardø wurde 1943 von den deutschen Besatzern gebaut und auch nach dem Zweiten Weltkrieg vorwiegend militärisch genutzt. Er wurde in den 1980er Jahren zu einem rein zivilen Flughafen umgebaut und 1987 neu eröffnet.

## Verbindungen
Von Vardø aus starten Maschinen nach Alta, Berlevåg, Båtsfjord, Hammerfest, Kirkenes, Tromsø und Vadsø. Die Verbindungen werden von der Fluglinie Widerøe geflogen.